# Microsoft Visio
Microsoft Visio — векторный графический редактор, редактор диаграмм и блок-схем для Windows.
Выпускается в трёх редакциях: Standard, Professional и Pro for Office 365.
Аналогично с Adobe Reader, в стандартный набор программ Microsoft Office входит только средство для просмотра и печати диаграмм Microsoft Visio Viewer. Полнофункциональная версия Microsoft Visio Professional для создания и редактирования монограмм и диаграмм.
Первоначально Visio разрабатывался и выпускался компанией Shapeware, затем переименованной в Visio Corporation. Microsoft приобрела компанию в 2000 году, тогда продукт назывался Visio 2000. После этого к названию продукта был добавлен префикс Microsoft Office (так продолжалось до версии Visio 2007 (12.0)). Несмотря на это, продукт никогда в пакет Microsoft Office не входил и всегда распространяется отдельно.

## Версии
- Visio 1.0 (Standard, Lite, Home)
- Visio 2.0
- Visio 3.0
- Visio 4.0 (Standard, Technical)
- Visio 4.1 (Standard, Technical)
- Visio 4.5 (Standard, Professional, Technical)
- Visio 5.0 (Standard, Professional, Technical)
- Visio 2000 (6.0; Standard, Professional, Technical, Enterprise)
- Visio 2002 (10.0.0; Standard, Professional)
- Visio Enterprise Network Tools, Visio Network Center
- Visio for Enterprise Architects 2003 (VEA 2003) (based on Visio 2002 and included with Visual Studio .NET 2003 Enterprise Arch
- Visio 2003 (11.0; Standard, Professional)
- Visio for Enterprise Architects 2005 (VEA 2005) (based on Visio 2003 and included with Visual Studio 2005 Team Suite and Team Architect editions)
- Visio 2007 (12.0; Standard, Professional)[4].
- Visio 2010 (14.0; Standard, Professional, Premium).
- Visio 2013 (15.0; Standard, Professional, Pro for Office 365)
- Visio 2016 (16.0; Standard, Professional, Pro for Office 365)
- Visio 2019 (16.0; Standard, Professional, Pro for Office 365)

Не существует версий 7, 8, 9 и 13. После покупки компанией Microsoft номера версий продукта Visio стали соответствовать версии Office.

## Файловые форматы
- VSD — диаграмма или схема,
- VSS — фигура,
- VST — шаблон,
- VDX — диаграмма в формате XML,
- VSX — фигура XML,
- VTX — шаблон XML,
- VSL — надстройка[5].
- VSDX — OPC/XML диаграмма,
- VSDM — OPC/XML диаграмма, содержащая макрос

Visio 2010 и более ранние версии Microsoft Visio поддерживают просмотр и сохранение диаграмм в форматах VSD и VDX. VSD является собственным бинарным файловым форматом, который используется во всех предыдущих версиях Visio. VDX является хорошо задокументированным XML «DatadiagramML»-форматом. Начиная с версии Visio 2013 сохранение в формате VDX больше не поддерживается в пользу новых файловых форматов VSDX и VSDM. Созданные на основе стандарта Open Packaging Conventions (OPC — ISO 29500, часть 2), VSDX- и VSDM-файлы состоят из группы архивированных XML-файлов, находящихся внутри ZIP-архива. Единственная разница между VSDX и VSDM файлами состоит в том, что VSDM файл может содержать макросы. Из-за подверженности таких файлов макровирусам программа обеспечивает строгую безопасность для них.
Visio 2010 и более ранние версии Microsoft Visio используют VSD-формат как формат по умолчанию, Visio 2013 использует по умолчанию формат VSDX.
DatadiagramML используется многими другими инструментами по управлению бизнес-процессами (BPM), такими как Agilia, ARIS Express, Bonita Open Solution, ConceptDraw, OmniGraffle или IBM WebSphere. OmniGraffle Pro для Mac OS X поддерживает просмотр VSD- и VDX-форматов и сохранение в VDX-формат. Начиная с версии 3.5 LibreOffice поддерживает просмотр VSD-файлов, созданных в Microsoft Visio 2000—2013. LibreOffice 4.0 beta1 поддерживает просмотр всего спектра Visio-файлов, начиная с Visio 1.0 и заканчивая Visio 2013, включая файловые форматы VSDX, VSDM и VDX.
VisiTouch позволяет просматривать диаграммы Visio на iPad и iPhone, открывая VSD-, VDX- и VSDX-файлы, созданные с помощью MS Visio 2000—2013.

## Особенности
Разнообразие шаблонов и стилей: в Visio доступно множество шаблонов и стилей для различных типов диаграмм и чертежей. Это позволяет быстро создавать профессионально выглядящие документы.
Поддержка различных типов диаграмм: программа позволяет создавать блок-схемы, диаграммы UML, организационные диаграммы, сетевые диаграммы и многое другое.
Работа с векторной графикой: Visio работает с векторной графикой, что обеспечивает высокое качество и чёткость изображений.
Импорт и экспорт данных: программа позволяет импортировать данные из различных источников, таких как Excel, Access, SQL Server и других. Также есть возможность экспорта данных в различные форматы.
Совместная работа: Visio позволяет работать над документами одновременно нескольким пользователям, что упрощает командную работу.
Интеграция с другими продуктами Microsoft: программа интегрирована с другими продуктами Microsoft, такими как Office, SharePoint и другими, что обеспечивает удобство работы с документами.
Поддержка стандартов: Visio поддерживает стандарты ISO и ANSI, что делает её подходящей для создания технических чертежей.
Возможность создания интерактивных элементов: программа позволяет добавлять интерактивные элементы, такие как гиперссылки, всплывающие подсказки и другие, что делает документы более информативными.
Настройка интерфейса: интерфейс Visio можно настроить в соответствии с предпочтениями пользователя.
Поддержка различных языков: программа поддерживает множество языков, что делает её доступной для пользователей из разных стран.

## Дискуссии
- Русскоязычный форум Visio — Форум по вопросам применения и программирования в Visio;
- Форум VisioGuy — Форум с обсуждениями на сайте Chris Roth[14] (aka VisioGuy);